# Sant Lluís
Sant Lluís är en kommun i Spanien. Den ligger i den autonoma regionen Balearerna i östra delen av landet. Antalet invånare är 7 130 (2024). Arean är 34,69 kvadratkilometer. Sant Lluís ligger på ön Menorca. Sant Lluís gränsar till Mahón och Es Castell. 